# Road Fighting Championship
Road Fighting Championship (en coreano: 로드FC), conocida como Road FC, es una organización de artes marciales mixtas (MMA) con sede en Corea del Sur, fundada en 2010 por Mun-Hong Jung.
Es la organización de MMA más grande de Corea del Sur luego del cierre de Spirit MC en 2009, y con expansión a Japón y China, una de las más grandes del continente asiático.

## Historia
El primer evento, Road FC 001: The Resurrection of Champions, se celebró el 23 de octubre de 2010 en la capital Seúl.
En 2012, Road FC organizó un sistema de competición de MMA amateur para fomentar el crecimiento, la experiencia y el apoyo al deporte en Corea. Las ligas Central e Into amateur y semiprofesional ofrecen un ambiente estructurado, seguro y competitivo para luchadores principiantes. Adquieren experiencia antes de pasar a la competición profesional. La cartelera preliminar de Young Guns presenta a amateurs en transición a profesionales, luchadores extranjeros nuevos en Road FC y luchadores que buscan regresar.
En 2015, Road FC se expandió al mercado japonés con Road FC 24 en Japón el 25 de julio en el Ariake Arena de Tokio. También en 2015, celebró su primer evento con Road FC 27 en China en Shanghái el 26 de diciembre, iniciando así un acuerdo de transmisión de 3 años con la cadena estatal china CCTV. El evento fue el primer evento de MMA en vivo transmitido por CCTV5 y alcanzó una audiencia de 35 millones.